# Koloman av Ungern
Koloman (hun: Kálmán, cirka 1070 – 3 februari 1116) var kung av Ungern och Kroatien 1097-1102.
Han var son till Géza I och en grekisk prinsessa, vars namn inte är känt. Koloman läste väldigt mycket och kallades därför Könyves Kálmán, som betyder ungefär Koloman den Vise (bokstavligen "Koloman med böckerna"). 

## Biografi
Ladislaus, hans farbror, ville att Koloman skulle bli präst. Då Koloman inte ville göra som hans farbror sade så flyttade han till Polen med hjälp av Márk, Ugra och andra adelsmän. 
Ladislaus insisterade på att Koloman skulle komma tillbaka och erbjöd honom till och med tronen. Den tron som tidigare varit bestämd för Kolomans yngre bror, Álmos.
Enligt historien så led Koloman av puckelrygg och hade talsvårigheter, men idag vet man inte om detta verkligen var sant. Man måste tänka på att i det medeltida Ungern så skulle en sådan kung inte ha blivit långlivad. 
Det är dock ett obestritt faktum att Koloman var mycket begåvad och beläst.
Lite senare bevisade Koloman att han var lämplig för tronen. Efter Ladislaus den heliges död den 29 juli 1095 blev han Ungerns kung. Först delade han sin makt med sin yngre bror, Álmos, som redan under Ladislaus blivit kung av Kroatien, men kroaterna reste sig mot honom. Koloman hjälpte till att slå ned upproret. Han jagade även bort normander från de dalmatiska kusterna.
Men snart måste Koloman gå tillbaka till hjärtat av landet, då de första korsfararna anlände till landet. Koloman ville säkerställa att de kunde passera i fred. Den 8 mars 1096 tillät Koloman riddarna under ledning av Gauthier Walter att genomkorsa landet, men deras resa blev inte alltigenom fredlig och comes (titeln i det medeltida Ungern) Géza tvingades att strida mot dem. Den andra vågen av korsfarare kom lite senare under ledning av Peter Achéry. De dödade 4000 ungrare, så Koloman tvingades slå dem vid Nyitra och Mosonmagyaróvár. När korsfararnas huvudstyrka ankom, under ledning av Gottfried Bouillon, måste de förhandla mycket, innan Koloman tillät dem att passera. I mitten av november 1096 lämnade denna armé landet i fred.
Koloman gjorde mycket för att stabiselera ordningen inom Ungern och att skaffa landet allierade runtomkring. Han nerkämpade 1097 det sista kroatiska motståndet och befäste personalunionen mellan Ungern och Kroatien under den ungerska kronan. (Kroatien avskildes slutgiltigt från Ungern först 1918, för att hamna i Jugoslavien). 
Koloman ville forma ett starkt förbund med normanderna från Sicilien, så han äktade kung Roger I av Sicilien dotter Buzilla. Álmos, vars chanser till den ungerska tronen höll på att försvinna, reste sig mot Koloman 1098, men medling avvärjde den öppna striden mellan dem.
Därefter vände sig Koloman, i allians med Kiev, mot Böhmen 1099 men efter ett nederlag slöt fred och allians med dem. Han knöt också allians med Bysans (bl.a. genom att gifta bort sin dotter) och tågade in i Dalmatien där Zara, Trau och Spalato kapitulerade men sedan fick behålla sin autonomi. Det var i samband med detta som dogen av Republiken Venedig avsade sig titeln som "hertig av Kroatien och Dalmatien".
Álmos försökte hitta hjälp i utlandet mot sin bror Koloman för att nå tronen, flera av dessa (inklusive den tysk-romerska kejsaren (Henrik V) gjorde några försök att bryta sig in i Ungern, men när de mötte motstånd gav de upp slöt fred med Koloman. Men inte Álmos, som till sist tillfångatogs av Koloman som, för att sätta stopp för tronkampen, gjorde honom och hans son (Béla) blinda.
Kung Koloman anses som en av de största ungerska kungarna. Han redde upp förhållandet mellan Ungern och Transsylvanien, respektive Kroatien. Han införde titlarna ban (i Kroatien) och vajda (i Transsylvanien), som användes till moderna tider. Han färdigställde Stefan I:s kyrkosystem med tolv nya biskopsstolar, påven fick utnämna biskoparna men tillät inte att dessa blev vasaller till påven. Koloman stiftade många nya lagar. Bl.a. fick äktenskap helgas i kyrkan, inför en präst. Under hans tid användes dödsstraffet mindre ofta. Han slog också fast i lag att häxor inte existerade - vilket tolkades som förbud mot häxjakt och häxbränning.
Koloman dog den 3 februari 1116.

### Barn
1. Sofia
2. Stefan II (1102-1131)
3. Ladislaus (1101-1112)